# 몬타나 (불가리아)

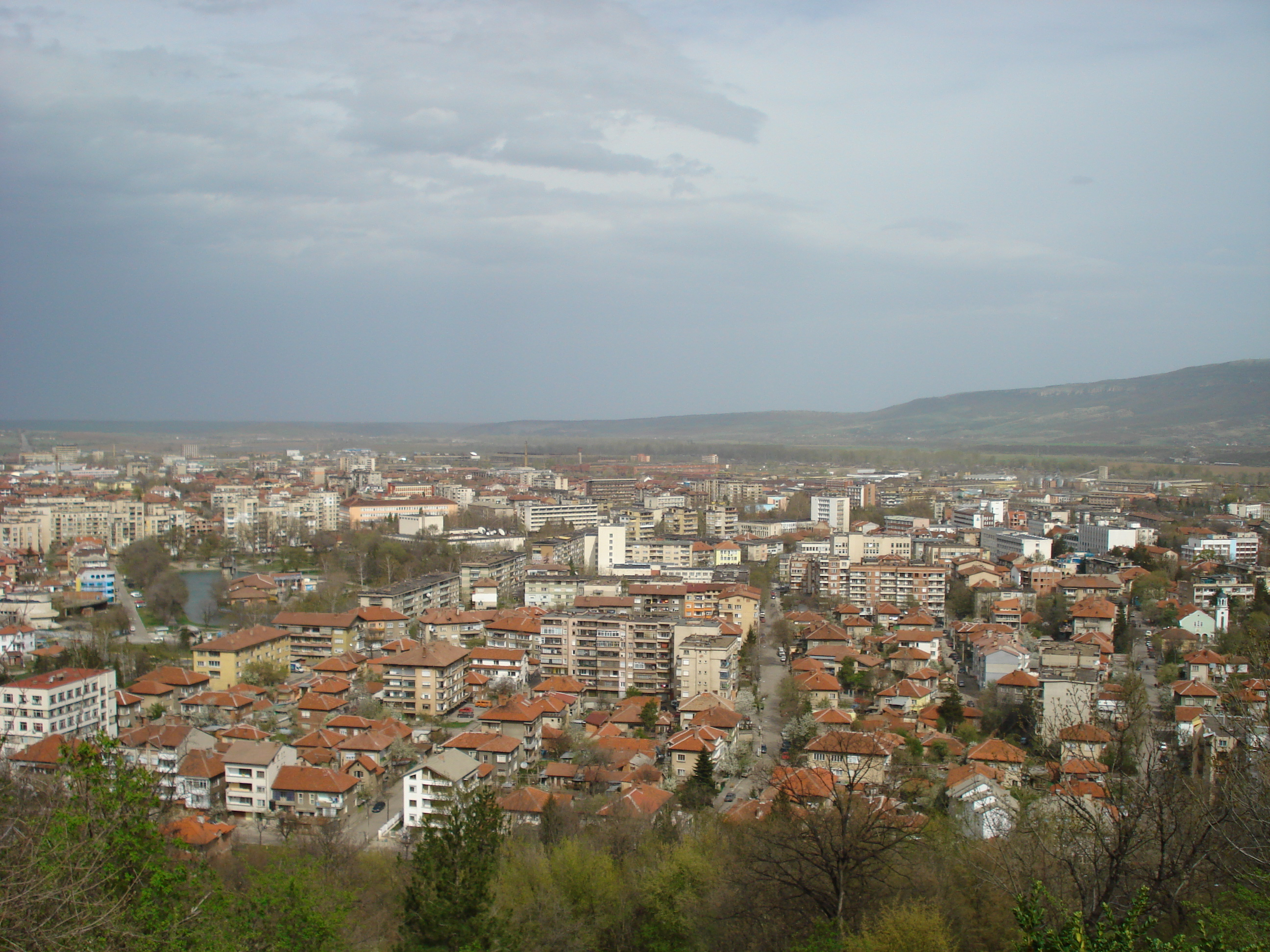
몬타나 시가지

몬타나(불가리아어: Монтана, Montana)는 불가리아 북서부에 위치한 도시로, 몬타나 주의 주도이며 인구는 43,324명(2011년 2월 기준), 높이는 135m이다. 1945년부터 1993년까지는 미하일로브그라드(Михайловград)로 불렸다. 다뉴브강에서 남쪽으로 50km, 브라차에서 북서쪽으로 40km, 세르비아 국경에서 동쪽으로 30km 정도 떨어진 곳에 위치한다.